# Cách mạng Zanzibar
Cách mạng Zanzibar diễn ra vào năm 1964, kết quả là các nhà cách mạng người Phi địa phương phế truất quốc vương của Zanzibar và chính phủ có thành phần chủ yếu là người Ả Rập của ông. Zanzibar là một quốc gia đa dạng về sắc tộc, giành được độc lập từ Anh vào năm 1963. Trong các cuộc bầu cử nghị viện trước khi độc lập, người Ả Rập thiểu số thành công trong việc duy trì nắm quyền. Do thất vọng vì được đại diện không tương xứng trong Quốc hội dù giành được 54% phiếu trong tổng tuyển cử vào tháng 7 năm 1963, Đảng Afro-Shirazi (ASP) với thành viên chủ yếu là người Phi liên minh với Đảng Umma tả khuynh. Đến sáng ngày 12 tháng 1 năm 1964, đảng viên của ASP là John Okello huy động khoảng 600–800 nhà cách mạng trên đảo chính Unguja. Lực lượng nổi dậy tràn vào đồn cảnh sát và chiếm đoạt vũ khí, sau đó tiến đến thành Zanzibar phế truất Quốc vương và chính phủ của ông. Tiếp đó là các hành động trả thù chống lại các thường dân người Ả Rập và Nam Á trên đảo; với tổng số người thiệt mạng được ước tính dao động từ vài trăm đến 20.000. Thủ lĩnh ôn hòa của ASP là Abeid Karume trở thành tổng thống của quốc gia, và các chức vu quyền lực được trao cho các thành viên của đảng Umma.
Các quan hệ cộng sản hiển nhiên của tân chính phủ khiến cho phương Tây lo ngại. Do Zanzibar nằm trong phạm vi ảnh hưởng của Anh, chính phủ Anh soạn thảo một số kế hoạch can thiệp. Tuy nhiên, lo ngại về chính phủ cộng sản không bao giờ trở thành hiện thực, và do các công dân Anh và Mỹ được sơ tán thành công nên các kế hoạch này không được thực thi. Trong khi đó, các thế lực cộng sản là Trung Quốc, Đông Đức và Liên Xô thiết lập các quan hệ mật thiết với tân chính phủ bằng việc công nhận quốc gia và phái các cố vấn đến. Abeid Karume đàm phán thành công về vấn đề hợp nhất Zanzibar với Tanganyika để hình thành quốc gia mới Tanzania; một động thái được truyền thông đương thời đánh giá là nhằm ngăn ngừa phe cộng sản tiến hành lật đổ tại Zanzibar. Cách mạng kết thúc 200 năm thống trị của người Ả Rập tại Zanzibar, và được kỷ niệm hàng năm trên đảo.

## Bối cảnh
Quần đảo Zanzibar nằm trên Ấn Độ Dương, ngoài khơi bờ biển của Tanganyika, gồm đảo chính Unguja (cũng gọi là Zanzibar) ở phía nam, và đảo Pemba nhỏ hơn ở phía bắc, cùng một số đảo nhỏ xung quanh. Quần đảo nằm dưới quyền cai trị của người Ả Rập từ năm 1698, là một lãnh thổ hải ngoại của Oman cho đến khi giành được độc lập vào năm 1858 với vị thế một vương quốc riêng. Năm 1890, trong Triều đại của Ali ibn Sa'id's, Zanzibar trở thành một quốc gia chịu bảo hộ của Anh, và mặc dù chưa bao giờ chính thức nằm dưới quyền cai trị trực tiếp song vẫn được nhìn nhận là bộ phận của Đế quốc Anh.
Cho đến năm 1964, Zanzibar có một chế độ quân chủ lập hiến, do Quốc vương Jamshid bin Abdullah cai trị. Zanzibar có khoảng 230.000 người Phi- một số trong đó nhận là có tổ tiên Ba Tư và được gọi tại địa phương là người Shirazi—và cũng có thành phần thiểu số đáng kể gồm 50.000 người Ả Rập và 20.000 người Nam Á, những người chiếm ưu thế về thương nghiệp và mậu dịch. Các dân tộc lai tạp và sự phân biệt giữa họ bị lu mờ; theo lời một sử gia, một nguyên nhân quan trọng dẫn đến sự ủng hộ toàn thể cho Quốc vương Jamshid là thành phần dân tộc đa dạng trong gia đình ông. Tuy nhiên, các cư dân Ả Rập trên đảo là các địa chủ lớn, thường giàu hơn người Phi; các chính đảng lớn được tổ chức phần lớn theo làn ranh dân tộc, với người Ả Rập chi phối Đảng Dân tộc Zanzibar (ZNP) và người Phi chi phối Đảng Afro-Shirazi (ASP).
Nằm trong quá trình phi thực dân hóa, vào tháng 1 năm 1961, nhà chức trách Anh trên đảo sắp xếp các khu vực bầu cử và tổ chức bầu cử dân chủ. Cả ASP và ZNP đều giành được 11 trong số 22 ghế tại Nghị viện Zanzibar, do đó tổ chức bầu cử lại trong tháng 6 với số ghế tăng lên 23. ZNP tham gia vào một liên minh với Đảng Nhân dân Zanzibar và Pemba (ZPPP) và họ giành được 13 ghế, trong khi ASP dù giành được quá bán tổng số phiếu song chỉ thắng 10 ghế. ASP nghi ngờ có gian lận bầu cử và rối loạn dân sự bùng phát, khiến 68 người tử vong. Nhằm duy trì kiểm soát, chính phủ liên minh cấm chỉ các đảng đối lập cấp tiến hơn, bổ nhiệm người của mình làm công vụ viên, và chính trị hóa lực lượng cảnh sát.
Năm 1963, số ghế trong nghị viện tăng lên 31, kết quả bầu cử lặp lại như hồi năm 1961. Do sắp xếp khu vực bầu cử nên ASP dưới sự lãnh đạo của Abeid Amani Karume giành được 54% số phiếu phổ thông song chỉ có 13 ghế, trong khi ZNP/ZPPP giành được số ghế còn lại và bắt đầu củng cố nắm giữ quyền lực. Đảng Umma hình thành trong năm đó và gồm các ủng hộ viên xã hội người Ả Rập cấp tiến bất mãn với ZNP, bị cấm hoạt động, và toàn bộ các cảnh sát viên có nguồn gốc đại lục châu Phi bị sa thải. Động thái này loại bỏ một phần lớn nhân viên của lực lượng an ninh duy nhất trên đảo, và tạo ra một nhóm giận dữ gồm những người được đào tạo bán quân sự có kiến thức về kiến trúc, thiết bị và thủ tục của cảnh sát.
Zanzibar giành độc lập hoàn toàn từ Anh vào ngày 10 tháng 12 năm 1963, liên minh ZNP/ZPPP là cơ cấu chấp chính. Chính phủ Zanzibar đề nghị một hiệp định phòng thủ với Anh, yêu cầu một tiểu đoàn quân Anh đóng trên đảo để làm nhiệm vụ duy trì an ninh nội bộ, song điều này bị từ chối do bị cho là không phù hợp nếu để binh sĩ Anh tham gia duy trì pháp luật và trật tự ngay sau khi độc lập. Báo cáo tình báo của Anh dự đoán rằng một rối loạn dân sự, cùng với gia tăng các hoạt động cộng sản, có khả năng xảy ra trong tương lai gần và rằng binh sĩ Anh đến có thể khiến tình hình xấu hơn. Tuy nhiên, nhiều người ngoại quốc vẫn ở trên đảo, trong đó có 130 công dân Anh trực tiếp làm việc cho chính phủ Zanzibar.

## Cách mạng
Khoảng 3:00 giờ ngày 12 tháng 1 năm 1964, với sự hỗ trợ của một số cựu cảnh sát mới bị thải hồi, 600–800 người nổi loạn chủ yếu là người Phi được vũ trang nghèo nàn tiến hành tấn công các đồn cảnh sát trên đảo Unguja, cả hai kho vũ khí cảnh sát, và đài phát thanh. Những cảnh sát thay thế là người Ả Rập gần như không được đào tạo, họ phản ứng với một lực lượng lưu động, song nhanh chóng mất tự chủ. Những người nổi loạn tự trang bị với hàng trăm súng trường tự động, súng tiểu liên và súng Bren, họ đoạt quyền kiểm soát các tòa nhà chiến lược tại thủ đô là thành Zanzibar. Trong vòng sáu giờ phát sinh chiến sự, văn phòng điện báo và các tòa nhà chính phủ chủ yếu trong thành nằm dưới quyền kiểm soát của cách mạng, và đường băng duy nhất trên đảo bị chiếm vào lúc 2:18 chiều. Quốc vương cùng với Thủ tướng Muhammad Shamte Hamadi và các thành viên trong nội các đào thoát khỏi đảo trên du thuyền Seyyid Khalifa, và cung điện và tài sản khác của Quốc vương bị chính phủ cách mạng tịch thu. Ít nhất 80 người bị giết chết và 200 người bị thương, phần lớn trong đó là người Ả Rập, trong vòng 12 giờ đồng hồ chiến đấu trên đường phố sau đó. 61 công dân Mỹ, trong đó có 16 nhân viên của một trạm theo dõi vệ tinh của NASA, tìm nơi trú ẩn trong English Club tại thành Zanzibar, và bốn nhà báo Mỹ bị tân chính phủ giam giữ.
Theo chính sử Zanzibar, người lập kế hoạch và lãnh đạo cách mạng là thủ lĩnh ASP Abeid Amani Karume. Tuy nhiên, đương thời Karume đang ở đại lục châu Phi giống như thủ lĩnh Đảng Umma bị cấm là Abdulrahman Muhammad Babu. Bí thư chi nhánh ASP tại Pemba, một cựu cảnh sát sinh tại Uganda là John Okello đưa Karume đến đại lục để đảm bảo an toàn cho ông. Okello đến Zanzibar từ Kenya vào năm 1959, tự nhận là một nguyên soái của phiến quân Kenya trong Nổi dậy Mau Mau, song thực tế không có kinh nghiệm quân sự. Ông xác nhận rằng nghe được một giọng nói chỉ huy ông, với tư cách một Ki-tô hữu, đi giải phóng nhân dân Zanzibar khỏi người Ả Rập, và chính Okello là nhân vật lãnh đạo những người cách mạng—chủ yếu là các thành viên thất nghiệp thuộc Liên minh Thanh niên Afro-Shirazi—vào ngày 12 tháng 1. Một nhà bình luận suy đoán hơn nữa rằng có thể Okello, cùng Liên minh Thanh niên đã lên kế hoạch cách mạng.

## Hậu quả
ASP và Umma thành lập một Hội đồng Cách mạng, hoạt động trong vai trò một chính phủ lâm thời. Karume đứng đầu hội đồng với chức vụ tổng thống, còn Babu giữ chức Bộ trưởng Ngoại giao. Quốc hiệu được đổi thành Cộng hòa Nhân dân Zanzibar và Pemba; các hành động ban đầu của tân chính phủ là trục xuất vĩnh viễn Quốc vương và cấm chỉ ZNP cùng ZPPP. Nhằm giữ khoảng cách với Okello bốc đồng, Karume lặng lẽ gạt nhân vật này khỏi chính trường, song vẫn cho ông ta giữ lại tước nguyên soái tự phong. Tuy nhiên, những nhà cách mạng của Okello nhanh chóng khởi đầu các vụ trả thù chống cư dân người Ả Rập và người Á tại Unguja, tiến hành hành hung, hiếp dâm, tàn sát, và tấn công tài sản. Okello tuyên bố trên sóng phát thanh là đã giết hoặc tống giam hàng chục nghìn "kẻ thù và bù nhìn", song ước tính thực tế về số người thiệt mạng rất khác nhau, từ "hàng trăm" cho đến 20.000. Một số báo chí phương Tây đưa ra số liệu 2.000–4.000; các số liệu cao hơn có thể do truyền thông của Okello thổi phồng và được tường thuật cường điệu trên một số cơ quan truyền thông phương Tây và Ả Rập. Việc sát hại các tù nhân người Ả Rập rồi chôn họ trong các ngôi mộ tập thể được một đoàn làm phim Ý ghi lại từ một máy bay trực thăng trong quá trình thực hiện Africa Addio, và cảnh phim này là tư liệu thị giác duy nhất về các vụ tàn sát. Nhiều người Ả Rập chạy sang Oman lánh nạn, trong khi theo lệnh của Okello đã không có người Âu nào bị làm hại. Bạo lực hậu cách mạng không lan sang Pemba.
Đến ngày 3 tháng 2, Zanzibar cuối cùng đã trở lại bình thường, và Karume được nhân dân phổ biến công nhận là tổng thống của họ. Cảnh sát hiện diện trở lại trên đường phố, các cửa hàng từng bị cướp bóc nay mở cửa trở lại, và thường dân nộp lại các vũ khí không có giấy phép. Chính phủ cách mạng công bố rằng 500 tù nhân chính trị sẽ được các phiên tòa đặc biệt xét xử. Okello thành lập Lực lượng vũ trang Tự do (FMF), một đơn vị bán quân sự hình thành từ các ủng hộ viên của ông, họ tuần tra đường phố và cướp bóc tài sản của người Ả Rập. Hành vi của các ủng hộ viên của Okello, cách thức hùng biện bạo lực, khẩu âm Uganda, và đức tin Cơ Đốc của ông ta làm nhiều người trong ASP (phần lớn là người Zanzibar ôn hòa và là tín đồ Hồi giáo) xa lánh, và đến tháng 3 nhiều thành viên trong FMF của ông bị tước vũ khí bởi các ủng hộ viên của Karume và dân quân Đảng Umma. Ngày 11 tháng 3, Okello chính thức bị tước bỏ cấp bậc nguyên soái, và bị từ chối nhập cảnh khi nỗ lực trở về Zanzibar sau một hành trình sang đại lục châu Phi. Ông bị trục xuất đến Tanganyika và sau đó đến Kenya, rồi trở về quê hương Uganda.
Trong tháng 4, chính phủ thành lập Quân đội Giải phóng Nhân dân (PLA) và hoàn toàn tước vũ khí tàn dư dân quân FMF của Okello. Ngày 26 tháng 4, Karume công bố rằng một liên hiệp đã được đàm phán với Tanganyika để hình thành quốc gia mới Tanzania. Truyền thông đương thời nhận định sự kiện hợp nhất là một phương thức ngăn ngừa thế lực cộng sản tiến hành lật đổ tại Zanzibar; có ít nhất một sử gia cho rằng đó có thể là một nỗ lực của nhân vật xã hội chủ nghĩa ôn hòa Karume, nhằm hạn chế ảnh hưởng của Đảng Ummna tả khuynh cấp tiến. Tuy nhiên, chính phủ thông qua nhiều chính sách xã hội chủ nghĩa của Đảng Umma về y tế, giáo dục, và phúc lợi xã hội.

## Phản ứng quốc tế
Lực lượng quân sự của Anh tại Kenya biết tin về cách mạng vào lúc 4:45 giờ ngày 12 tháng 1, và họ ở trong chế độ trực chiến 15 phút để tiến hành tấn công sân bay của Zanzibar sau một yêu cầu từ Quốc vương. Tuy nhiên, Cao ủy Anh tại Zanzibar là Timothy Crosthwait báo cáo rằng không có trường hợp kiều dân Anh bị tấn công và khuyến nghị phản đối can thiệp. Do đó, quân Anh tại Kenya hạ thành chế độ trực chiến bốn giờ vào tối hôm đó. Crosthwait quyết định không tán thành lập tức sơ tán các công dân Anh, do nhiều người giữ các chức vụ trọng yếu trong chính phủ Zanzibar và việc họ đột ngột dời đi sẽ tàn phá hơn nữa kinh tế và chính thể quốc gia. Nhằm tránh khả năng đổ máu, người Anh chấp thuận một thời gian biểu với Karume về một cuộc sơ tán có tổ chức.
Trong vòng vài giờ của cuộc cách mạng, đại sứ của Hoa Kỳ cho phép rút các công dân Hoa Kỳ khỏi đảo, và tàu khu trục USS Manley đến vào ngày 13 tháng 1. Manley vào bến cảng thành Zanzibar, song vì Hoa Kỳ không yêu cầu Hội đồng Cách mạng chấp thuận cho sơ tán nên tàu phải đối diện với một nhóm người có vũ trang. Đến ngày 15 tháng 1, cuộc sơ tán được cấp phép, song người Anh nhận định cuộc đối đầu này là nguyên nhân gây nên nhiều hiềm khích sau này chống cường quốc phương Tây tại Zanzibar.
Các cơ quan tình báo phương Tây cho rằng cách mạng do các phần tử cộng sản tổ chức, được các quốc gia trong Khối Warszawa cung cấp vũ khí. Nghi ngờ này được củng cố khi Babu được bổ nhiệm làm Bộ trưởng Ngoại giao và Abdullah Kassim Hanga trở thành thủ tướng, đây là hai nhân vật tả khuynh có tiếng và có thể có các liên kết với cộng sản. Anh cho rằng hai người này có kết giao mật thiết với Bộ trưởng Ngoại giao Tanganyika là Oscar Kambona, và rằng các cựu thành viên của Trung đoàn Súng trường Tanganyika hiện diện để trợ giúp cách mạng. Một số thành viên của Đảng Umma mặc quân phục Cuba và để râu theo phong cách Fidel Castro, được cho là một dấu hiệu về sự hỗ trợ của Cuba cho cách mạng. Tuy nhiên, thực tiễn này bắt đầu từ các thành viên từng công tác tại một văn phòng chi nhánh của ZNP tại Cuba và nó trở thành một kiểu trang phục phổ biến trong các thành viên đảng đối lập từ nhiều tháng chuẩn bị cho cách mạng. Sự kiện tân chính phủ của Zanzibar công nhận Cộng hòa Dân chủ Đức (chính phủ châu Phi đầu tiên hành động như vậy) và Cộng hòa Dân chủ Nhân dân Triều Tiên chứng minh hơn nữa với các cường quốc phương Tây rằng Zanzibar liên kết mật thiết với khối cộng sản. Chỉ sáu ngày sau cách mạng, New York Times viết rằng Zanzibar "trên bờ trở thành Cuba của châu Phi", song vào ngày 26 tháng 1 phủ nhận rằng có sự tham gia tích cực của cộng sản. Zanzibar tiếp tục nhận hỗ trợ từ các quốc gia cộng sản và đến tháng 2 được biết là đã tiếp nhận các cố vấn từ Liên Xô, Đông Đức và Trung Quốc. Che Guevara phát biểu đại diện cho Cuba vào ngày 15 tháng 8 rằng "Zanzibar là bạn của chúng tôi và chúng tôi trao cho họ một chút giúp đỡ nhỏ nhoi của mình, là sự giúp đỡ anh em của chúng tôi, sự giúp đỡ cách mạng của chúng tôi tại thời điểm cần thiết" song phủ nhận có binh sĩ Cuba hiện hiện trong cách mạng. Trong khi đó, ảnh hưởng của phương Tây giảm bớt và đến tháng 7 năm 1964 chỉ còn một người Anh là một nha sĩ còn làm việc cho chính phủ Zanzibar. Có lời đồn rằng thủ lĩnh tổ chức gián điệp Israel David Kimche là một nhân vật hỗ trợ cách mạng với việc Kimche ở tại Zanzibar vào ngày xảy ra cách mạng.
Quốc vương bị phế truất thất bại khi thỉnh cầu giúp đỡ quân sự từ Kenya và Tanganyika, song Tanganyika phái 100 cảnh sát viên bán quân sự đến Zanzibar để kiềm chế náo loạn. Ngoài Trung đoàn súng trường Tanganyika, cảnh sát là lực lượng vũ trang duy nhất tại Tanganyika, vào ngày 20 tháng 1 trung đoàn súng trường tiến hành binh biến trong lúc thiếu vắng cảnh sát. Họ bất mãn vì mức lương thấp và chậm thay thế các sĩ quan người Anh bằng người Phi, binh biến bùng phát tương tự như các cuộc nổi loạn tại kenya và Uganda. Tuy nhiên, trật tự tại đại lục châu Phi nhanh chóng được các binh sĩ Anh khôi phục.
Khả năng xuất hiện một quốc gia cộng sản tại châu Phi vẫn là một điều gây bất an tại phương Tây. Trong tháng 2, Ủy ban Chính sách Quốc phòng và Hải ngoại Anh cho biết rằng trong khi các lợi ích thương nghiệp của Anh tại Zanzibar là "nhỏ" và tự thân cách mạng "không quan trọng", song khả năng can thiệp cần phải được duy trì. Ủy ban lo ngại rằng Zanzibar có thể trở thành một trung tâm để xúc tiến chủ nghĩa cộng sản tại châu Phi, giống như trường hợp Cuba tại châu Mỹ. Anh cùng hầu hết thành viên Thịnh vượng chung, và Hoa Kỳ chưa công nhận chế độ mới cho đến ngày 23 tháng 2, song chế độ đã được nhiều quốc gia trong khối cộng sản công nhận từ trước đó. Theo quan điểm của Crosthwait, điều này góp phần khiến Zanzibar liên kết với Liên Xô; Crosthwait và nhân viên của ông bị trục xuất khỏi đảo quốc vào ngày 20 tháng 2 và chỉ được phép trở lại một khi Anh đưa ra sự công nhận.

### Phản ứng quân sự của Anh

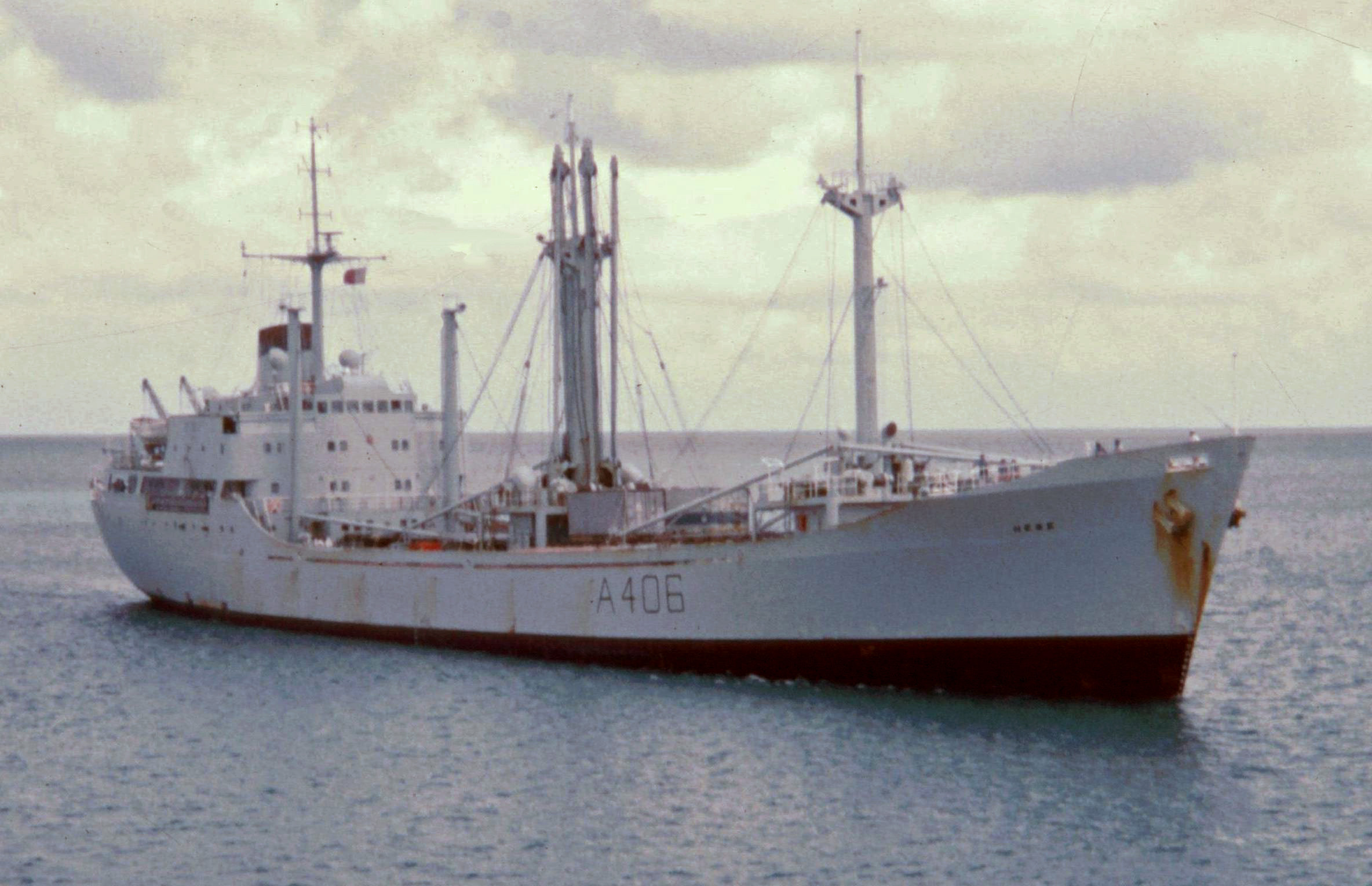
RFA Hebe

Sau khi sơ tán các công dân của mình vào ngày 13 tháng 1, chính phủ Hoa Kỳ tuyên bố rằng họ công nhận Zanzibar nằm trong phạm vi ảnh hưởng của Anh, và sẽ không can thiệp. Tuy nhiên, Hoa Kỳ thúc giục Anh hợp tác với các quốc gia Đông Nam Phi khác để khôi phục trật tự. Tàu quân sự đầu tiên của Anh đến là tàu khảo sát HMS Owen, hướng từ bờ biển Kenya và đến vào tối ngày 12 tháng 1. Đến ngày 15 tháng 1 thì Owen có thêm đồng đội là Rhyl và Hebe. Trong khi Owen được vũ trang nhẹ, nhắc nhở kín đáo với những nhà cách mạng về năng lực quân sự của Anh, thì Hebe và Rhyl là chuyện khác. Do có các báo cáo không chính xác rằng tình hình tại Zanzibar xấu đi, Rhyl mang theo một đại đội của tiểu đoàn thứ nhất thuộc Trung đoàn Staffordshire từ Kenya, sự kiện các binh sĩ lên tàu được tường thuật rộng rãi trên truyền thông Kenya, và sẽ gây trở ngại cho các cuộc đàm phán của Anh với Zanzibar. Hebe vừa hoàn tất chuyển hàng khỏi kho hải quân tại Mombasa và tải các vũ khí và chất nổ. Hội đồng Cách mạng không biết loại hàng hóa mà Hebe' chở, song Hải quân Hoàng gia Anh từ chối cho phép khám sát gây nghi ngờ trên bờ và tin đồn lan truyền rằng đây là một tàu tấn công đổ bộ.

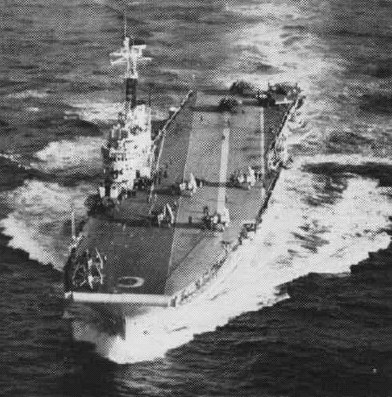
HMS Centaur

Một cuộc sơ tán cục bộ các công dân Anh hoàn tất vào ngày 17 tháng 1, khi các cuộc náo loạn lục quân tại Đông Nam Phi xúc tiến Rhyl' chuyển hướng đến Tanganyika. Để thay thế, một đại đội của Trung đoàn Gordon Highlanders được đưa lên tàu Owen để vẫn có thể tiến hành can thiệp quân sự nếu cần thiết. Các tàu sân bay Centaur và Victorious cũng được chuyển đến khu vực trong khôn khổ Chiến dịch Parthenon. Parthenon có mục đích ngăn ngừa Okello hoặc các phần tử cấp tiến trong đảng Umma nỗ lực đoạt quyền từ ASP ôn hòa hơn, song không bao giờ được thực hiện. Ngoài hai tàu sân bay, trong kế hoạch còn có ba tàu khu trục, Owen, 13 máy bay trực thăng, 21 máy bay vận tải và trinh sát, hai tiều đoàn của Scots Guards, 45 Commando của Thủy quân lục chiến Hoàng gia Anh và một đại đội của tiều đoàn thứ hai của Trung đoàn Parachute. Đảo Unguja và sân bay trên đảo sẽ bị chiếm bằng lính nhảy dù và tấn công bằng trực thăng, tiếp đến là chiếm đảo Pemba. Parthenon sẽ là chiến dịch không vận và đổ bộ lớn nhất của Anh kể từ Khủng hoảng Suez.
Sau khi phát hiện rằng các nhà cách mạng có thể đã được khối cộng sản đào tạo, Chiến dịch Parthenon bị thay bằng Chiến dịch Boris. Theo đó sẽ có một cuộc tấn công nhảy dù xuống Unguja từ Kenya, song kế hoạch sau đó bị bãi bỏ do tình hình an ninh tồi tại Kenya và chính phủ Kenya phản đối cho sử dụng các đường băng của họ. Chiến dịch Finery được soạn thảo để thay thế, theo đó có một cuộc tấn công bằng máy bay trực thăng do thủy quân lục chiến thực hiện từ HMS Bulwark khi đó đang đóng tại Trung Đông.
Với việc Tanganyika và Zanzibar hợp nhất vào ngày 23 tháng 4, có các lo ngại rằng Đảng Umma sẽ tiến hành đảo chính; Chiến dịch Shed được phác thảo để chuẩn bị cho can thiệp nếu điều đó xảy ra. Chiến dịch Shed sẽ cần đến một tiều đoàn binh sĩ, cùng các xe trinh sát, được không vận đến đảo nhằm bảo vệ đường băng và bảo vệ chính phủ Karume. Tuy nhiên, nguy cơ về một cuộc nổi loạn do hợp nhất sớm qua đi, vào ngày 29 tháng 4 các binh sĩ trong kế hoạch hạ trạng thái xuống báo trước 24 giờ. Chiến dịch Finery bị hủy bỏ trong cùng ngày. Lo ngại về khả năng một cuộc đảo chính vẫn tồn tại, và đến khoảng ngày 23 tháng 9 Chiến dịch Shed bị thay thế bằng Kế hoạch Giralda, bao gồm sử dụng các binh sĩ Anh từ Aden và Viễn Đông, sẽ được thi hành nếu Đảng Umma nỗ lực để phế truất Tổng thống Julius Nyerere của Tanzania. Kế hoạch Giralda bị hủy bỏ vào tháng 12, kết thúc các kế hoạch của Anh về can thiệp quân sự vào Zanzibar.

## Di sản

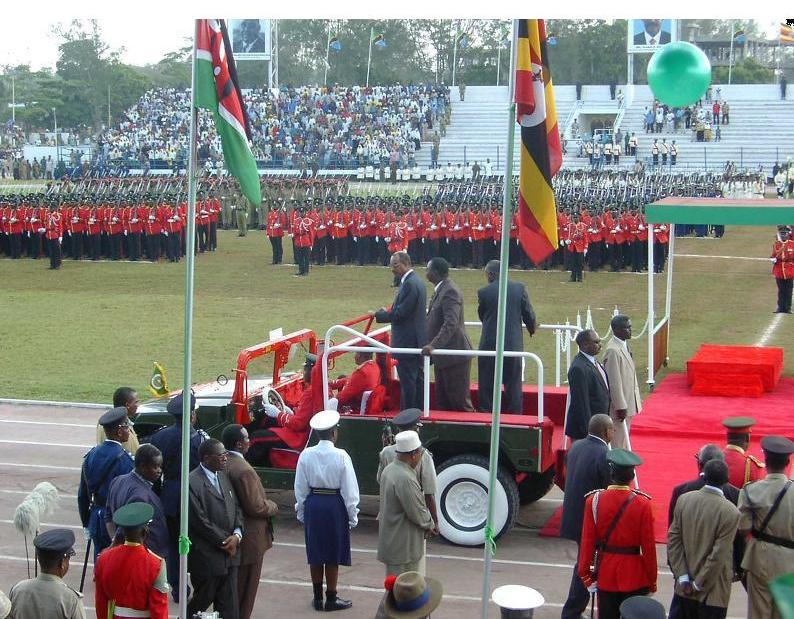
Tổng thống Amani Abeid Karume tham dự một cuộc diễu binh để kỷ niệm 40 năm cách mạng

Một trong các tác động chủ yếu của cách mạng tại Zanzibar là phá vỡ quyền lực kéo dài khoảng 200 năm của tầng lớp thống trị Ả Rập/Á. Mặc dù hợp nhất với Tanganyika, Zanzibar duy trì một hội đồng cách mạng và một chúng nghị viện, vận hành theo một hệ thống độc đảng cho đến năm 1992, và có quyền hành trên các sự vụ nội bộ. Chính phủ do Tổng thống Zanzibar lãnh đạo, Karume là người đầu tiên giữ chức vụ này. Chính phủ sử dụng thành công của cách mạng để thi hành các cải cách trên khắp đảo, nhiều trong số đó bao gồm loại bỏ quyền lực khỏi người Ả Rập. Chẳng hạn như dịch vụ công Zanzibar trở thành một thể chế hầu như hoàn toàn là người Phi, và đất đai được tái phân bổ từ người Ả Rập sang người Phi. Chính phủ cách mạng cũng tiến hành các cải cách xã hội như y tế miễn phí và mở cửa hệ thống giáo dục cho học sinh người Phi (chỉ chiếm 12% học sinh trung học trước cách mạng).
Chính phủ tìm kiếm giúp đỡ từ Liên Xô, Đông Đức, và Trung Quốc để tài trợ cho một vài dự án và cố vấn quân sự. Thất bại của một số dự án do Đông Đức dẫn đầu, trong đó có Dự án Zanzibar Mới vào năm 1968 với mục tiêu cung cấp các căn hộ mới cho toàn bộ nhân dân Zanzibar, khiến Zanzibar tập trung vào viện trợ từ Trung Quốc. Chính phủ Zanzibar hậu cách mạng bị cáo buộc kiểm soát khắc nghiệt các quyền tự do cá nhân, đi lại, và thi hành gia đình trị trong bổ nhiệm các chức vụ chính trị và công nghiệp, chính phủ Tanzania mới không có quyền can thiệp. Sự bất mãn với chính phủ lên đến đỉnh điểm với sự kiện ám sát Karume vào ngày 7 tháng 4 năm 1972, tiếp đó là nhiều tuần chiến đấu giữa các lực lượng ủng hộ và phản đối chính phủ. Một hệ thống đa đảng cuối cùng được thiết lập vào năm 1992, song Zanzibar vẫn kìm hãm trong các cáo buộc về tham nhũng và gian lận bầu cử, tuy nhiên tổng tuyển cử 2010 được nhận định là một cải tiến đáng kể.
Cách mạng vẫn là một sự kiện được người Zanzibar và các học giả quan tâm. Các sử gia phân tích cách mạng có cơ sở chủng tộc và xã hội, một số cho rằng các nhà cách mạng người Phi đại diện cho giai cấp vô sản nổi lên chống lại các tầng lớp thống trị và kinh doanh- đại diện là người Ả Rập và Nam Á. Những người khác cho rằng đây là một cuộc cách mạng chủng tộc, trở nên trầm trọng do cách biệt kinh tế giữa các chủng tộc.
Tại Zanzibar, cách mạng là một sự kiện văn hóa trọng yếu, được đánh dấu bằng việc phóng thích 545 tù nhân nhân dịp kỷ niệm 10 năm và một buổi diễu binh nhân kỷ niệm 40 năm. Ngày Cách mạng Zanzibar được chính phủ Tanzania xác định là một ngày nghỉ lễ công cộng; được kỷ niệm vào 12 tháng 1 hàng năm.